# Station Road Bridge
 (juin 2020).
Le Station Road Bridge est un pont en treillis américain qui franchit la Cuyahoga à la frontière du comté de Cuyahoga et du comté de Summit, dans l'Ohio. Protégé au sein du parc national de Cuyahoga Valley, cet ancien pont routier converti en passerelle est long de 39,2 mètres. Construit en 1882 par la Massillon Bridge Company, il est inscrit au Registre national des lieux historiques depuis le 7 mars 1979.